# Черниговский округ
Черниговский округ (укр. Чернігівська округа) — единица административного деления Украинской ССР, существовавшая с апреля 1923 по июль 1930 года. Административный центр — город Чернигов.
Образован в 1923 году в составе Черниговской губернии.
В июне 1925 года губернии на Украине были упразднены и округ перешёл в прямое подчинение Украинской ССР.
По данным на 1 января 1926 года округ делился на 15 районов: Березинский, Бобровицкий, Городнянский, Добрянский, Довжицкий, Козлянский, Краснянский, Куликовский, Любечский, Максимовский, Остерский, Репкинский, Сновский, Тупичевский и Чемерский.
Всего на 1 января 1926 года в УССР были: 41 округ и МАССР, 636 районов, 9 307 сельсоветов, 78 городов, 39 310 селений, в которых было 4 828 200 дворов.
Округ упразднён в июле 1930, как и большинство округов СССР. Районы переданы в прямое подчинение Украинской ССР.
По данным переписи 1926 года численность населения составляла 534,2 тыс. чел. В том числе украинцы — 92,7 %; русские — 3,4 %, евреи — 3,3 %.